# Wegrace 175 cc
De wegrace 175 cc was een raceklasse voor motorfietsen die bestond van 1925 tot aan het uitbreken van de Tweede Wereldoorlog, hoewel er ook daarna enkele Grands Prix met een 175 cc-race werden georganiseerd. 

## Historie
175 cc-motorfietsen werden in de jaren na de Eerste Wereldoorlog populair, aanvankelijk als goedkoop vervoermiddel in landen die getroffen werden door de economische gevolgen van die oorlog. In 1924 werd de klasse als Ultra-Lightweight TT toegevoegd aan de Isle of Man TT. In dat jaar ontstond ook het Europees kampioenschap wegrace, dat qua raceklassen de TT van Man volgde en de klasse vanaf 1925 toevoegde. In dat jaar bleek al dat de klasse weinig liefhebbers kende: op het eiland Man verschenen slechts zeven deelnemers en in 1926 schrapte men de Ultra-Lightweight TT weer. Ze kwam pas in 1951 terug met 125cc-motorfietsen. In het Europees kampioenschap hield met er nog een aantal jaren aan vast, maar toen in 1939 geen enkele 175 cc-coureur de eindstreep haalde werd ze definitief geschrapt om plaats te maken voor de zijspanklasse.
Toch werd er nog tot in de jaren zestig met 175 cc-motorfietsen geracet. Ze werden volop gebruikt in Italiaanse langeafstandsraces. De Zwitserse Grand Prix van 1959, die voor geen enkel internationaal kampioenschap meetelde, kende nog een 175cc-klasse, net als de Joegoslavische Grand Prix van 1962, die vrijwel uitsluitend deelnemers uit de Oostbloklanden trok en werd gewonnen door Karel Bojer met een ČZ. 

## Europese kampioenen 175 cc
| Editie | Jaar | Wedstrijd                                                 | Circuit                      | Kampioen                        | Merk                            |
| ------ | ---- | --------------------------------------------------------- | ---------------------------- | ------------------------------- | ------------------------------- |
| 2.     | 1925 | 4e Grand Prix des Nations/ 2e Europees kampioenschap      | Monza                        | Mario Vaga                      | Maffeis-Blackburne              |
| 3.     | 1926 | 6e Grand Prix van België/ 3e Europees kampioenschap       | Spa-Francorchamps            | René Milhoux                    | Ready-Blackburne                |
| 4.     | 1927 | 3e Grand Prix van Duitsland / 4e Europees kampioenschap   | Nürburgring                  | Willy Henkelmann                | DKW                             |
| 5.     | 1928 | 5e Grand Prix van Zwitserland / 5e Europees kampioenschap | Circuit de Meyrin, Genève    | Alfredo Panella                 | Ladetto & Blatto                |
| 6.     | 1929 | 6e Europees kampioenschap                                 | L'Ametlla del Vallès, Spanje | Josef Klein                     | DKW                             |
| 7.     | 1930 | 10e Grand Prix van België / 7e Europees kampioenschap     | Spa-Francorchamps            | Yvan Goor                       | DKW                             |
| 8.     | 1931 | 12e Grand Prix van Frankrijk / 8e Europees kampioenschap  | Montlhéry                    | Eric Fernihough                 | Excelsior                       |
| 9.     | 1932 | 11e Grand Prix des Nations / 9e Europees kampioenschap    | Pista del Littorio, Rome     | Carlo Baschieri                 | Benelli                         |
| 11.    | 1934 | 10e Dutch TT / 11e Europees kampioenschap                 | Assen                        | Yvan Goor                       | Benelli                         |
| 13.    | 1936 | 11e Grand Prix van Duitsland/ 13e Europees kampioenschap  | Badberg-Viereck              | geen deelnemer haalde de finish | geen deelnemer haalde de finish |